# Starro
Starro (também chamado de Starro, o Conquistador) é um supervilão que aparece em algumas das histórias em quadrinhos americanas publicadas pela DC Comics. O personagem apareceu pela primeira vez em O Bravo e o Audaz #28 (março de 1960), e foi criado pelo escritor Gardner Fox e pelo desenhista Mike Sekowsky . 
Starro foi o primeiro vilão a enfrentar a Liga da Justiça da América original. Estreando na Era de Prata dos Quadrinhos, o personagem apareceu tanto nas histórias em quadrinhos quanto nos outros produtos relacionados à DC Comics, como séries animadas de televisão, videogames e no filme do Universo Estendido DC, O Esquadrão Suicida (2021).